# Riva del Garda
Riva del Garda ist eine italienische Gemeinde (comune) mit 17.857 Einwohnern (Stand 31. Dezember 2023) in der Provinz Trient (Region Trentino-Südtirol). Sie ist Verwaltungssitz der Talgemeinschaft Alto Garda e Ledro.

## Etymologie
Der Ort wurde erstmals 937 in der lateinischen Form Ripa (deutsch Ufer) urkundlich erwähnt. Der Name leitet sich aus der geographischen Lage der Siedlung am Ufer des Gardasees ab. Bis 1969 hieß die Gemeinde offiziell Riva. Das deutsche Exonym lautet Reiff oder Reiff am Gartsee.

## Lage und Beschreibung
Riva del Garda liegt am nordwestlichen Ufer des Gardasees etwa 41 km südwestlich von Trient auf einer Schwemmebene auf 70 m s.l.m. und ist damit nach Nago-Torbole die zweitniedrigste Gemeinde im Trentino. Der unterhalb der Rocchetta (1578 m s.l.m.) gelegene Ort wird im Osten vom wesentlich niedrigeren Monte Brione (376 m s.l.m.) eingegrenzt. Das bedeutendste Fließgewässer im Gemeindegebiet ist der Varone, der östlich des Stadtkerns in den Gardasee mündet. Zusammen mit den ebenfalls in der Schwemmebene gelegenen Orten Arco und Torbole bildet Riva del Garda die sogenannte La Busa (Dialekt für das Loch), ein im Laufe der Zeit fast zusammengewachsenes Siedlungsgebiet mit über 30.000 Einwohnern.
Das Gemeindegebiet grenzt im Süden an die Lombardei und im Südosten über dem See an die Region Venetien.
Zur Gemeinde Riva gehören die Fraktionen Campi, Pregasina, Sant’Alessandro und Varone sowie die zwei zwischen den 1950er und 1970er Jahren entstandenen und nordöstlich des historischen Ortskerns gelegenen Stadtteile Rione De Gasperi und Rione 2 Giugno.

## Geschichte

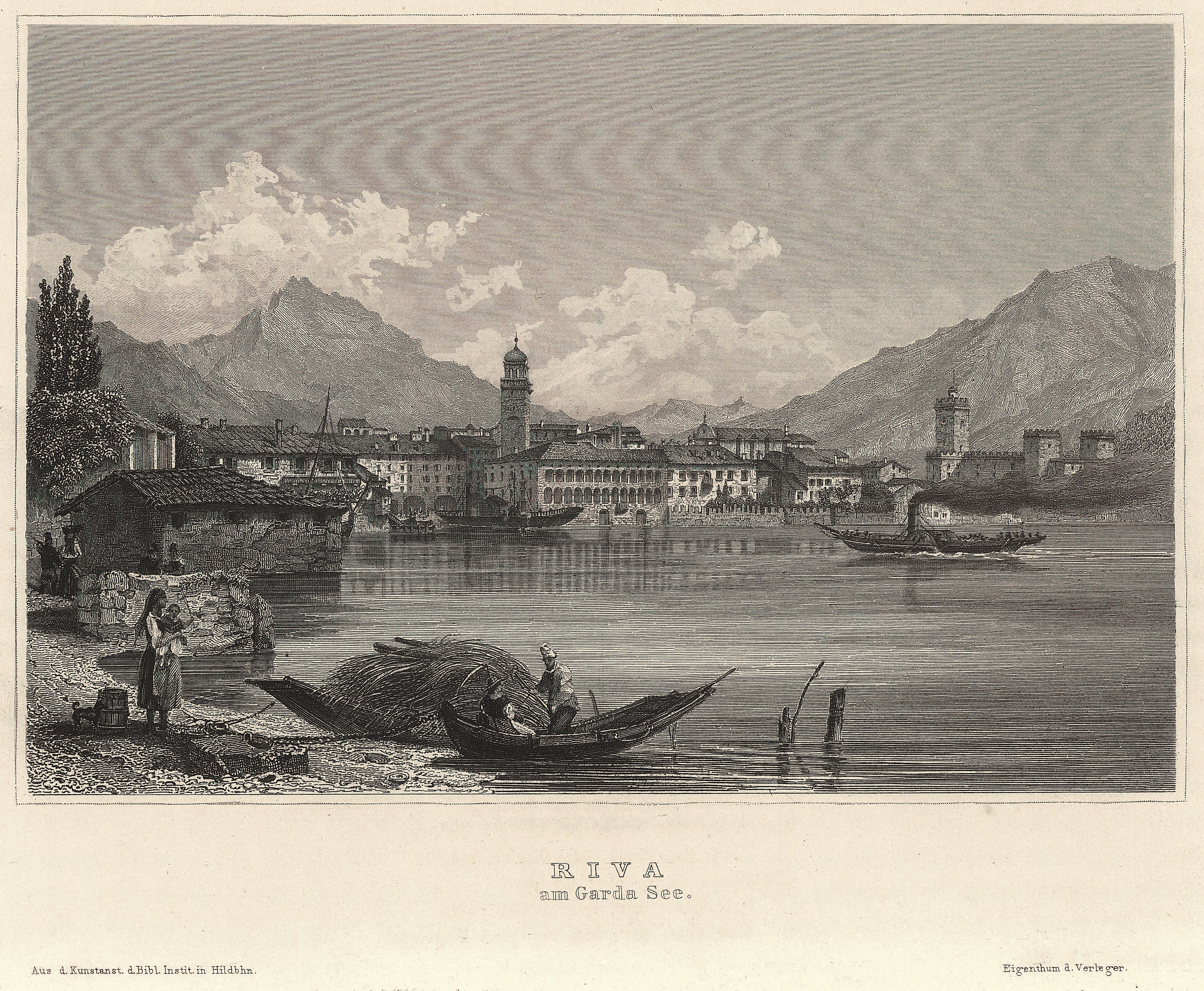
Uferpromenade um 1860 mit Staffage (Stahlstich)

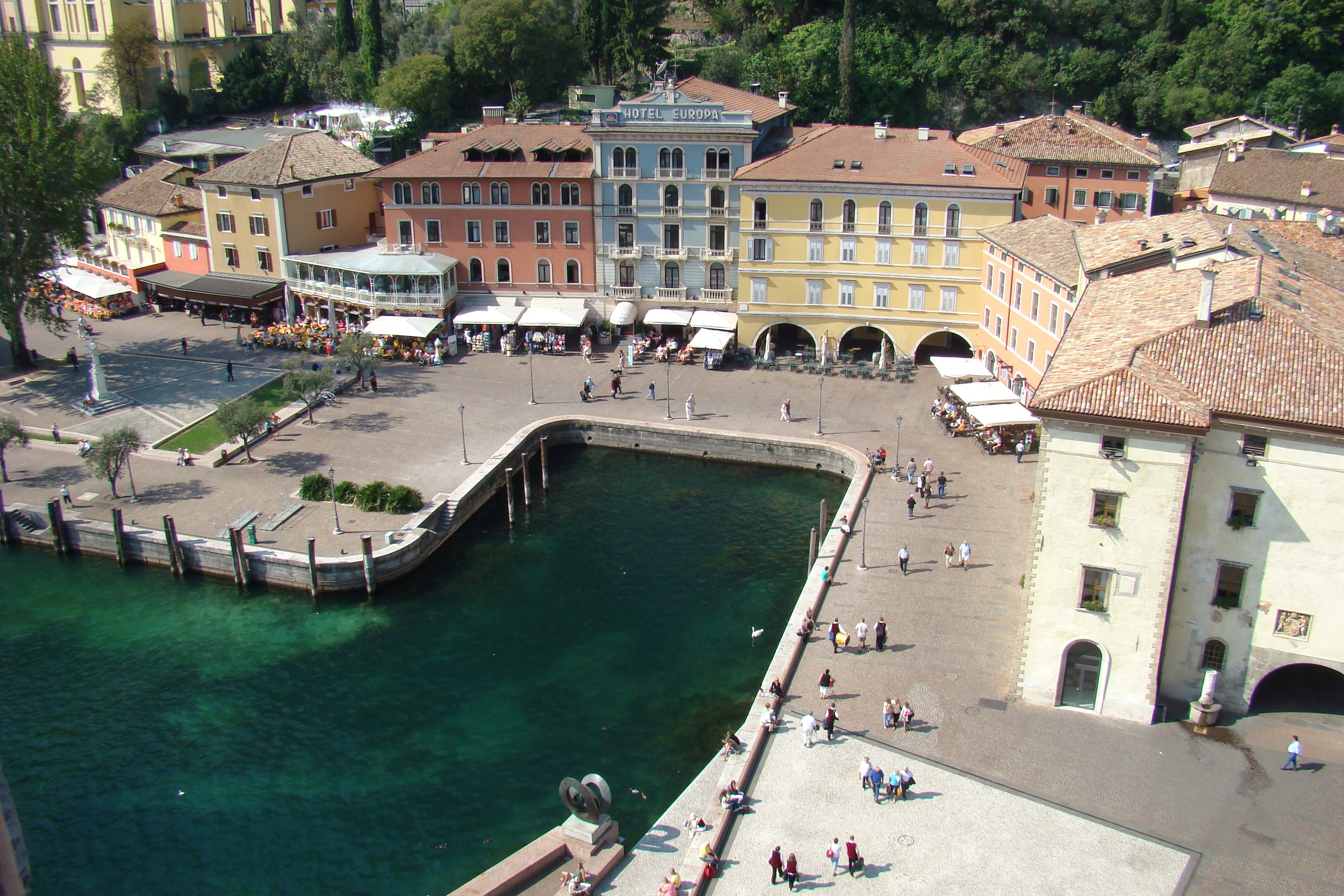
Die Piazza 3 Novembre vom Torre Apponale aus mit dem Rathaus auf der rechten Seite

Riva war bereits in der Römerzeit besiedelt.
Riva gehörte von 1815 bis 1919 zu Österreich-Ungarn. Im Ersten Weltkrieg wurde die zur Festung Riva erklärte Stadt von der italienischen Artillerie beschossen, was erhebliche Schäden anrichtete. Nach dem Krieg wurde es im Vertrag von St. Germain an Italien abgetreten.

Viele Teile der ehemaligen Befestigungsanlagen sind noch völlig intakt und können besichtigt werden. Man erkennt neben der Bastione die Strandbatterie San Nicolo im Yachthafen, sowie die Strandbatterie Bellavista in der äußersten Nordwestecke des Sees direkt an der Ponalestraße.
1890 entstand das Villino Campi.

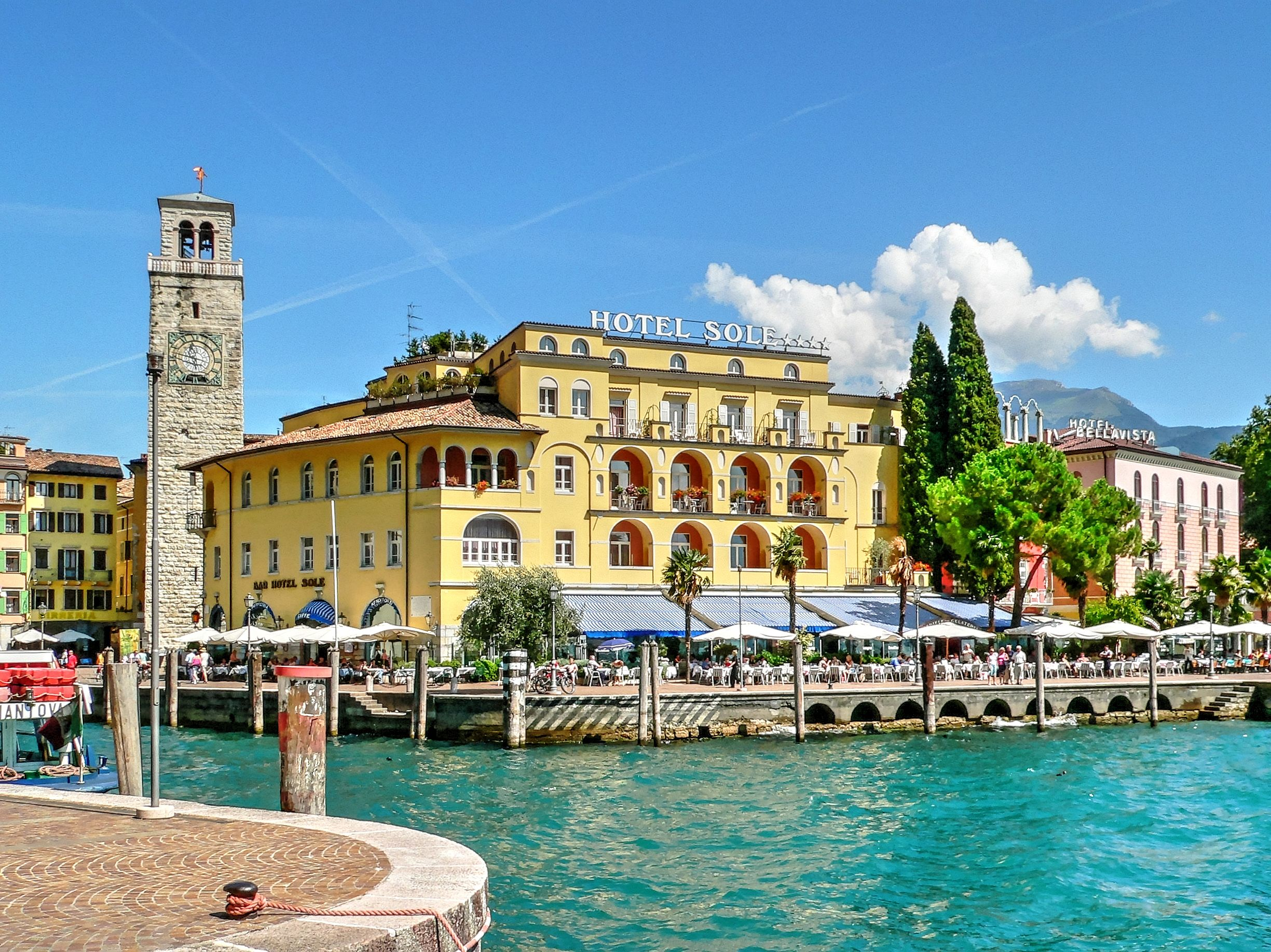
Uferpromenade mit dem Torre Apponale, 2005

Bis 1936 war der Ort Endbahnhof der Lokalbahn Mori–Arco–Riva. Der noch vorhandene Bahnhof dient heute als Restaurant.

## Sehenswürdigkeiten
Heute ist Riva del Garda ein beliebter Touristenort. Wahrzeichen ist der leicht schiefe Torre Apponale, ein 35 m hoher Uhrturm aus dem Jahre 1220, der über dem Hafen von Riva aufragt. Er steht an der Piazza 3 Novembre und von ihm aus hat man einen Ausblick über Hafen und Stadt.
Eine weitere Sehenswürdigkeit ist die Rocca di Riva, eine Stadtburg, die ganz von Wasser umgeben ist und auf das 12. Jahrhundert zurückgeht. Die später im Besitz der Skaliger befindliche Burg erhielt ihr heutiges Erscheinungsbild im 19. Jahrhundert. Heute beherbergt sie das städtische Museum Museo Civico, in dem unter anderem Gemälde und archäologische Funde ausgestellt sind.

## Tourismus
Haupteinnahmequelle für den Ort ist der Tourismus. Bereits während der österreichischen Herrschaft, hat sich Riva zu einem bedeutenden Kurort entwickelt. Das milde Klima, die Nähe zum See und das Gebirge machen den Ort für Urlauber interessant.
Der Ort weist einige lange Badestrände auf, diese können im Sommer aber auch überlaufen sein. Ausflugsfahrten mit der Gardaseeflotte sind auf dem See möglich. Aufgrund der zuverlässigen Winde (Ora und Pelér) ist der See auch bei Windsurfern und Seglern beliebt.
Riva del Garda ist auch ein beliebtes Ziel für Mountainbiker. Neben dem alljährlichen Bike-Festival ist Riva del Garda das beliebteste Ziel für Mountainbiker, die eine Transalp machen, da sich der Ort am südlichen Ende der Alpen befindet. Seit 1989 ist Riva das Endziel auf der Heckmair-Route, seit 1995 zusätzlich auch auf der Joe-Route. 

Wanderungen, Kletter- und Klettersteigtouren in den umgebenden Bergen sind ebenfalls beliebt, diese Sportler sind aber meist eher im benachbarten Arco zu finden.

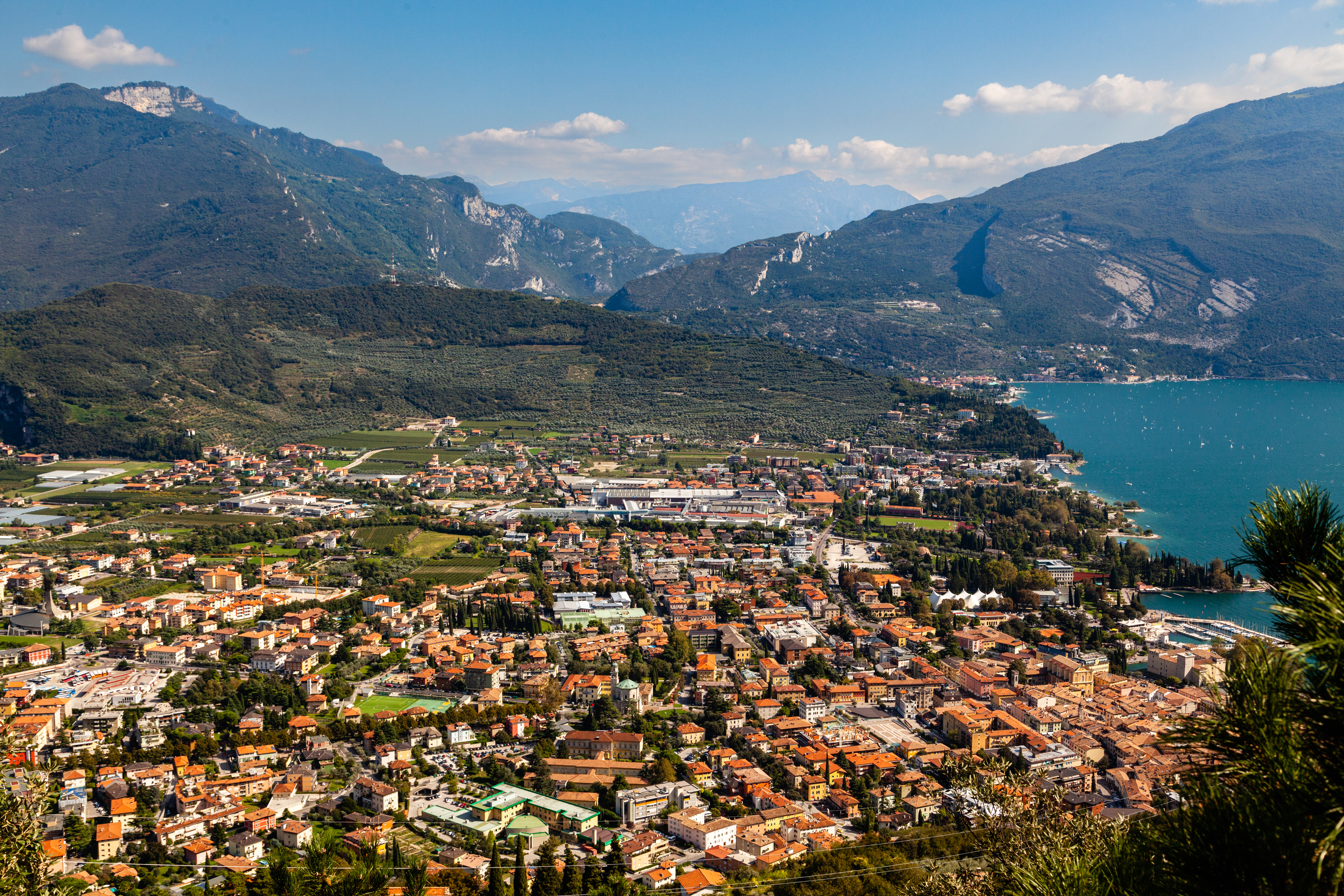
Riva del Garda aus Richtung Nord-West

## Politik
Bürgermeister ist Alessio Zanoni (PD). Er löste 2025 Cristina Santi (Lega) ab, die fünf Jahre lang amtiert hatte.

## Städtepartnerschaften
- Bensheim,  (Hessen), seit 1988

## Persönlichkeiten

### Söhne und Töchter der Stadt
- Julius Caesar Scaliger (1484–1558), humanistischer Gelehrter
- Antonio Abondio (1538–1591), italienischer Künstler, Medailleur und Wachsbossierer des Cinquecento
- Hieronymus von Clary und Aldringen (1610–1671), kaiserlicher Generalfeldwachtmeister
- Ippolito Pederzolli (1839–1902), Politiker, Mitarbeiter an einem irredentistischen Blatt des Trentino[7]
- Camilla Lucerna (1868–1963), österreichische Pädagogin, Philologin und Schriftstellerin
- Kurt Schuschnigg (1897–1977), österreichischer Politiker, von 1934 bis 1938 österreichischer Bundeskanzler
- Alberto Susat (1898–1977), Kunstmaler und Restaurator
- Hartmut Hartung von Hartungen (1899–1980), österreichischer Schauspieler, Regisseur und Germanist
- Rolando Boesso (1920–2008), Unternehmer und Politiker
- Renato Ballardini (1927–2025), Politiker
- Ivos Margoni (1929–2006), Lyriker, Romanist, Französist, Übersetzer und Fotograf
- Ennio Mantovani (* 1932), Missionar und Ethnologe
- Aldo Righi (* 1947), Leichtathlet
- Anna Bonfrisco (* 1962), Politikerin
- Ivan Beltrami (* 1969), italienischer Radrennfahrer und zweifacher Olympiateilnehmer
- Andrea Tozzo (* 1992), Fußballspieler
- Fabio Depaoli (* 1997), Fußballspieler
- Edoardo Zambanini (* 2001), Radrennfahrer
- Davide De Cassan (* 2002), Radrennfahrer

### Persönlichkeiten, die in der Stadt gewirkt haben
- Giannangelo Gaudenzio Madruzzo (1562–1618), Militär
- Christoph Hartung von Hartungen (1849–1917), österreichischer Arzt
- Heinrich Mann (1871–1950), deutscher Schriftsteller
- Erhard Hartung von Hartungen (1880–1962), österreichischer Arzt
- Giancarlo Maroni (1893–1952), Architekt

### Ehrenbürger
- Georg Stolle (1938–2020), Politiker und Bürgermeister von Bensheim, Ehrenbürger von Riva del Garda (2019)

## Bilder

Oberreintal
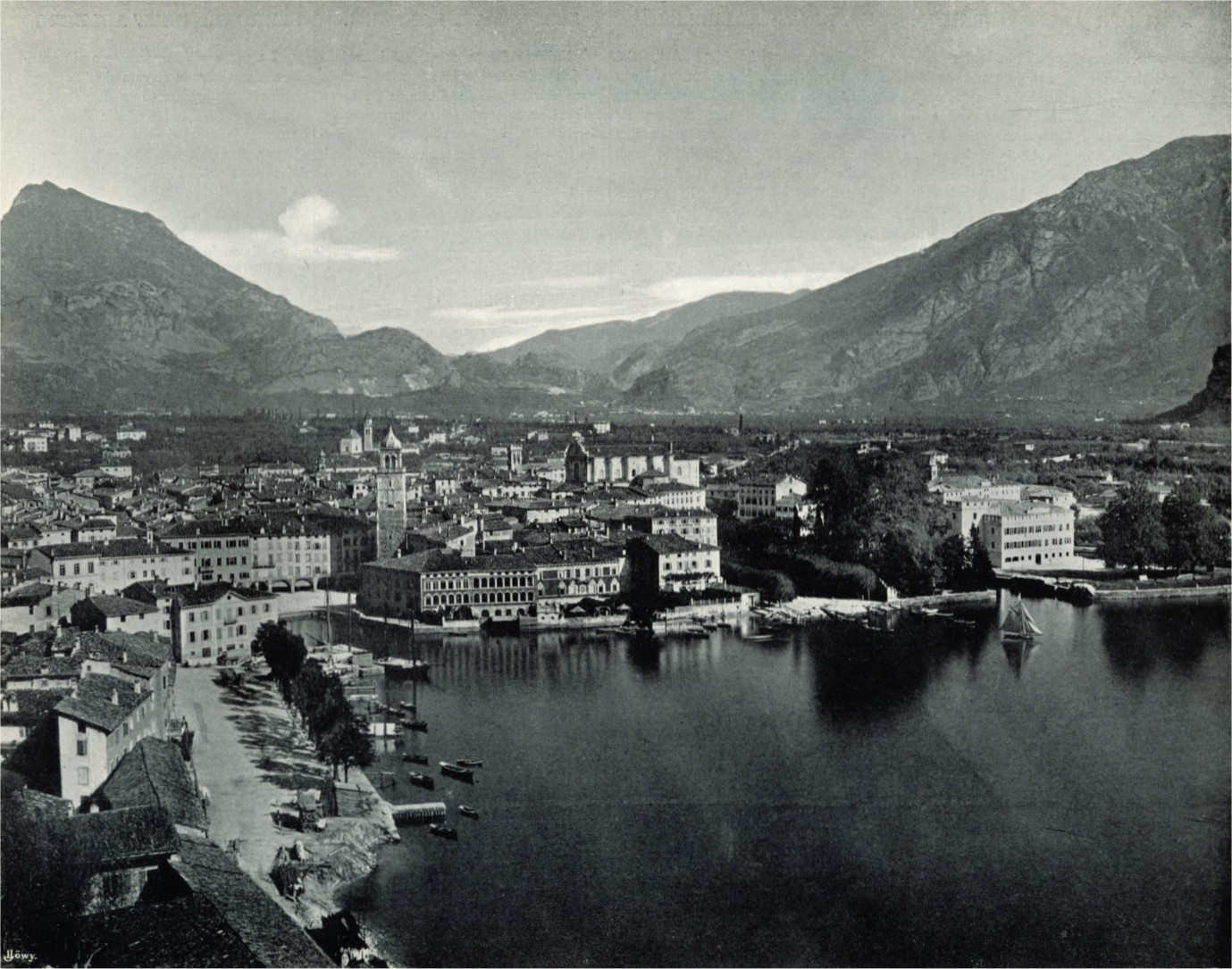
Riva, um 1898
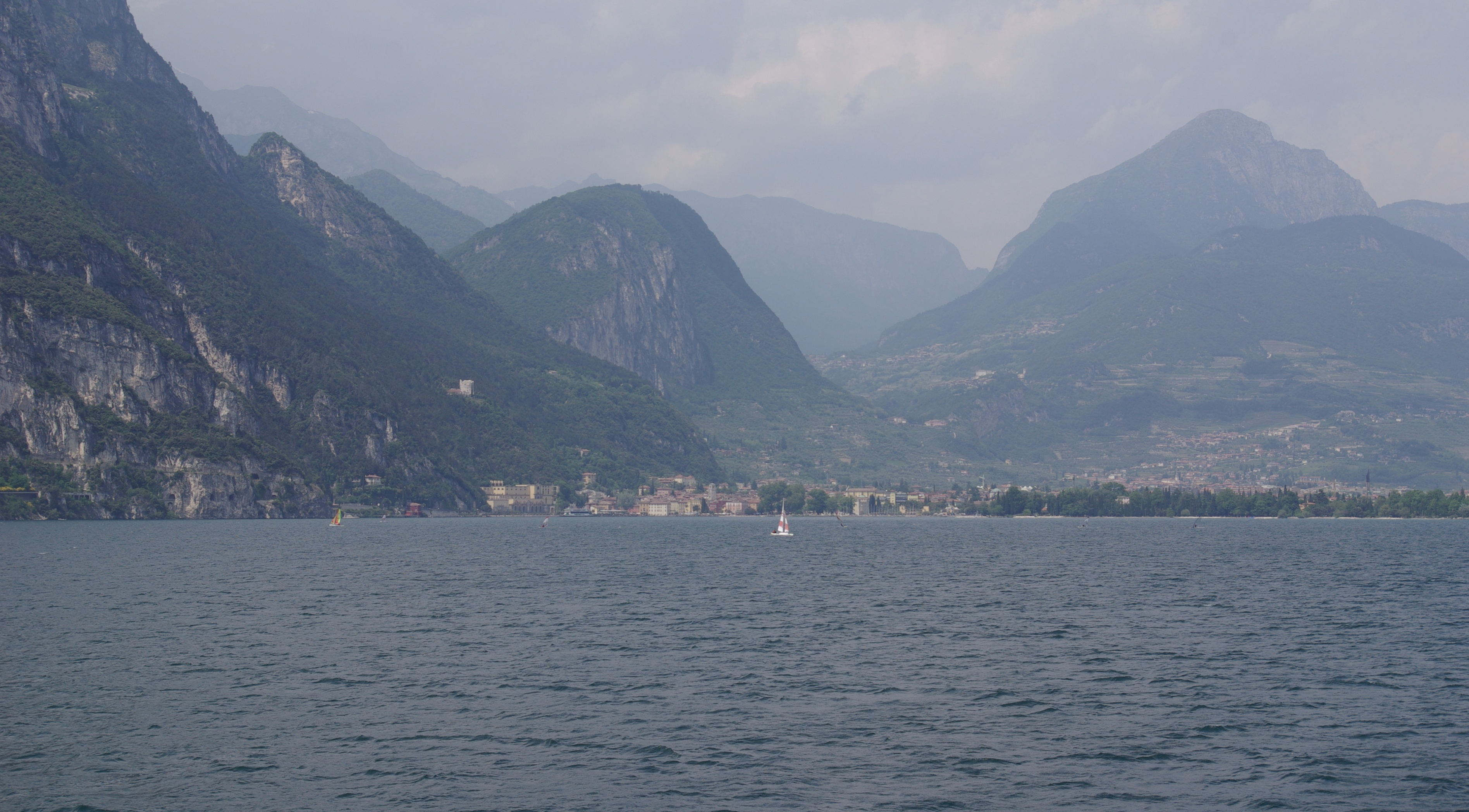
Blick vom Gardasee auf Riva del Garda, 2009
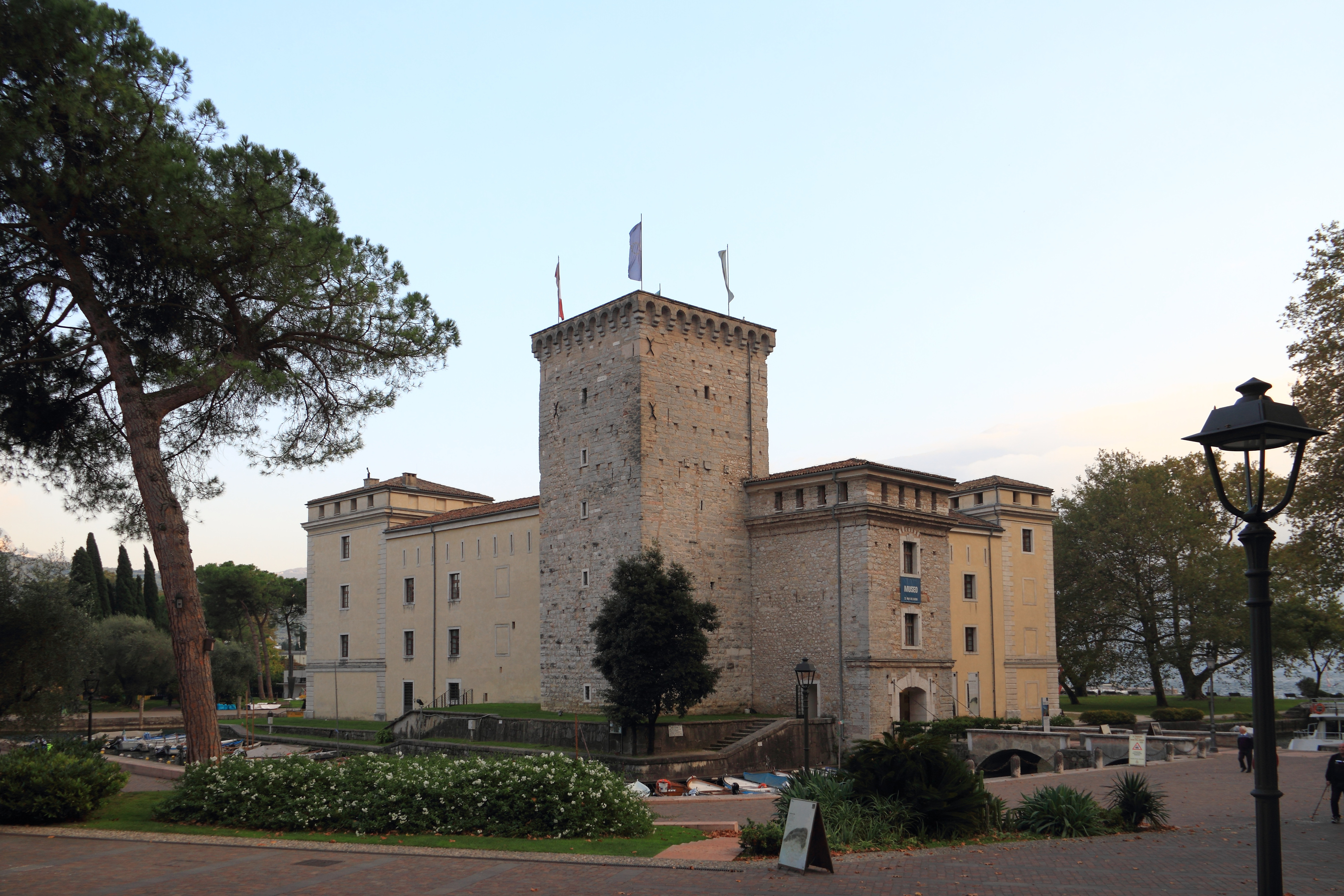
Die Stadtburg Rocca di Riva, 2014
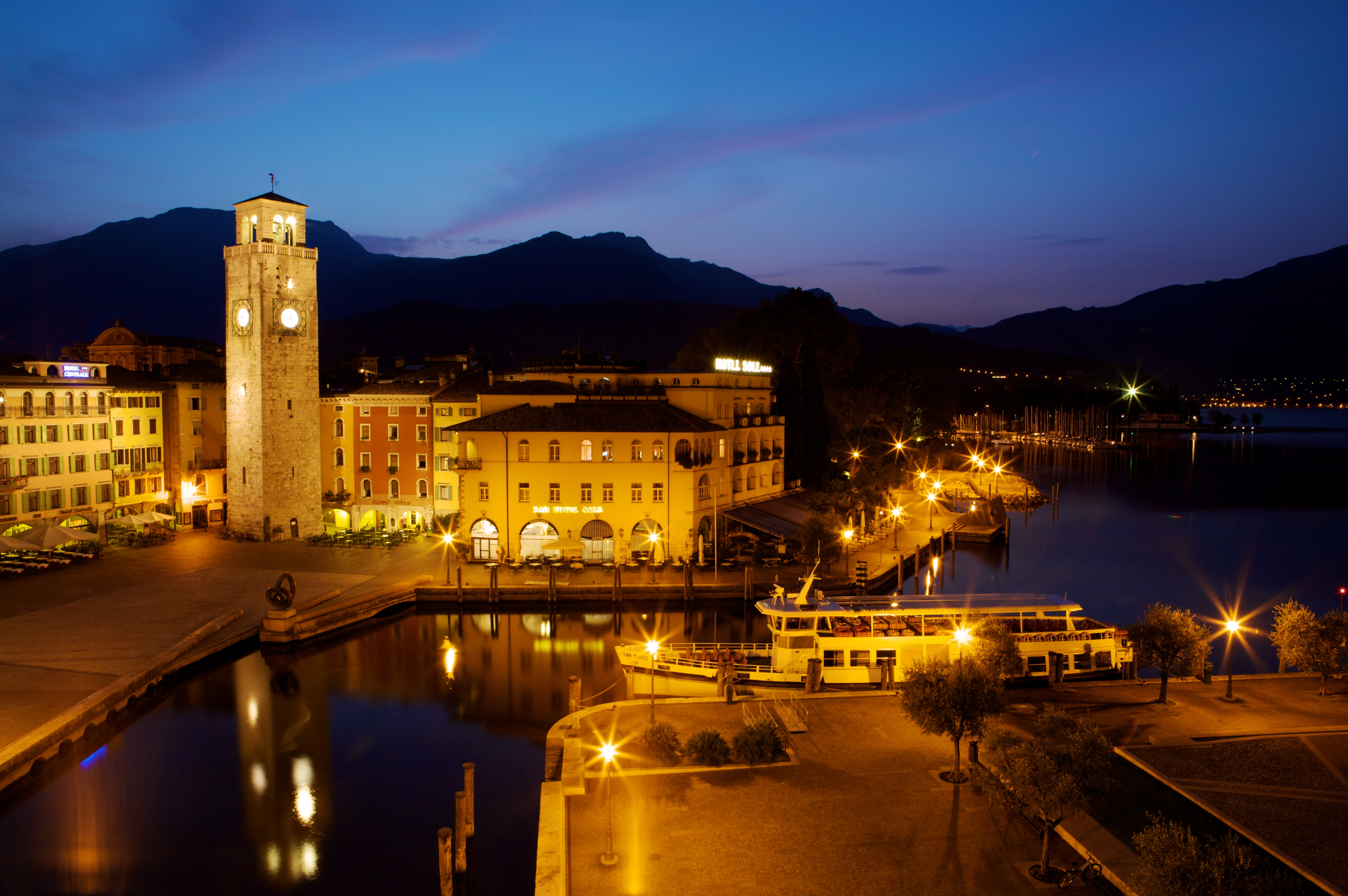
Uferpromenade bei Nacht, 2008
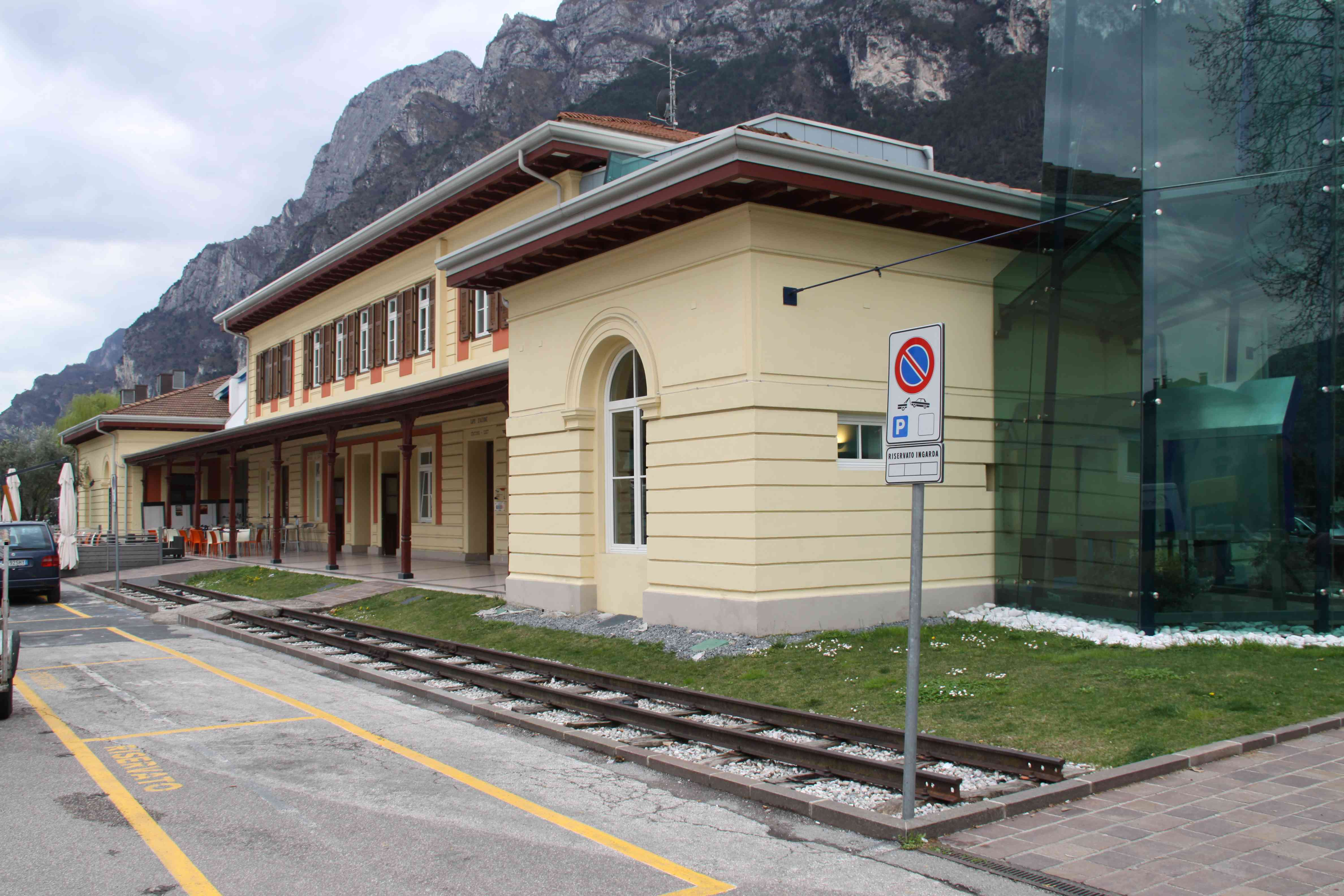
Ehemaliger Bahnhof Riva, 2010
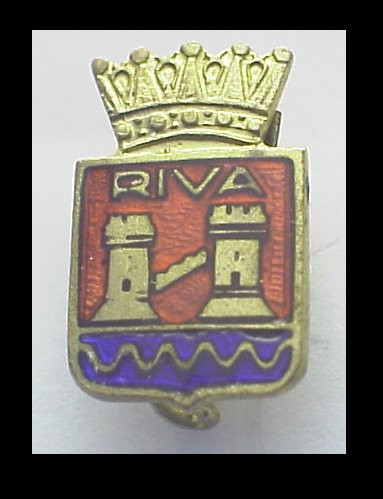
Brosche mit dem Wappen der Stadt Riva
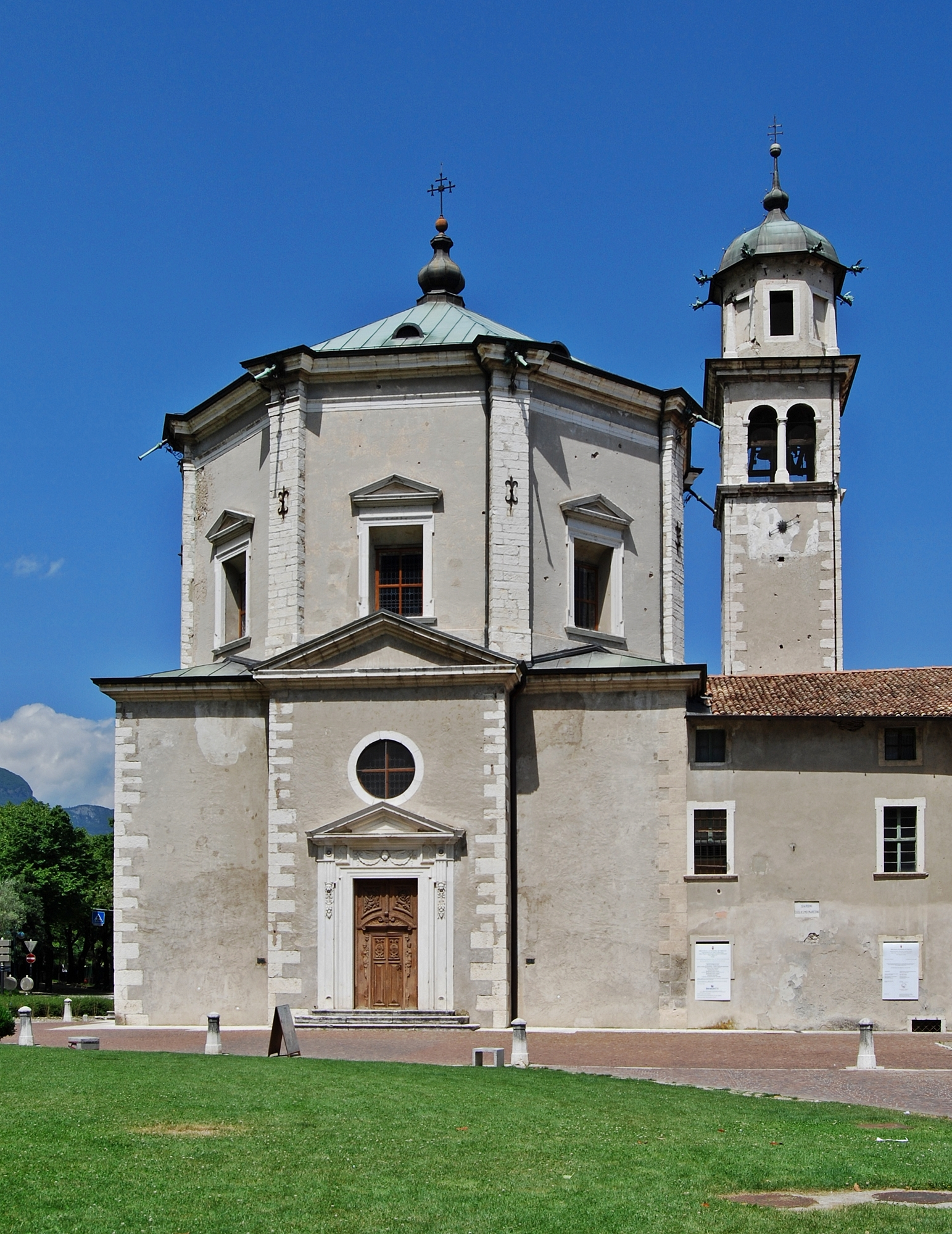
Chiesa dell’Inviolata
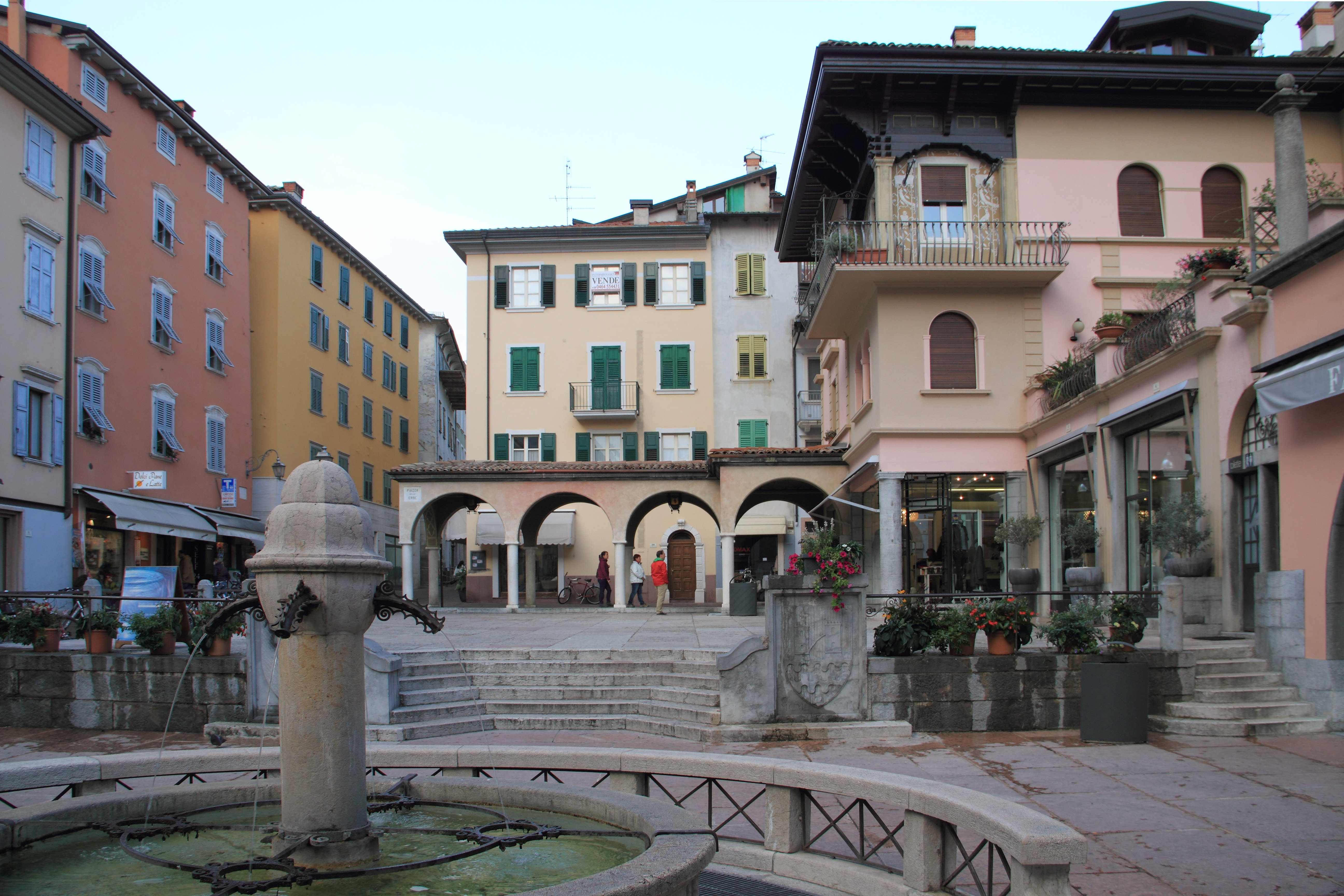
Die Piazza delle Erbe (Kräutermarkt), 2014